# 西塘鎮
西塘鎮（せいとう-ちん、古称：胥塘／斜塘、別称：平川、拼音: Xītáng）は、中華人民共和国浙江省嘉興市嘉善県に位置する鎮。県都の北約10km地点にある郊外で、歴史的な景観・文化を有する古鎮である。春秋戦国時代における一帯は呉と越が交錯する場所であったため、「呉根越角」や「越角人家」と呼ばれていた。

## 概要
平坦な地形に川が縦横に流れ、明・清代の建物群が良好に保存された閑静な町であり、川沿いの通りには「廊棚」が形成されている。「廊棚」は川に沿った通りを覆うアーケードで、一体的、連続的に長さ約1km近くにわたって続いており、北京にある頤和園の長廊と同様のものである。9つの水路が縦横に流れ、その上に27の石橋が架かり、季節や天気によって絶えず風情を変化させる水郷である。

## 歴史
西塘には唐・宋代に村が形成され、元・明代になると窯業、米穀取引、製陶業を始めとする産業の勃興により、大いに繁栄・発展し活気に満ちた。
2001年には西塘の町並みが、ユネスコの世界遺産暫定リストに掲載された。2003年10月8日には中華人民共和国建設部と国家文物局が共同選考する中国歴史文化名鎮の第一次に登録された。また、中国の5A級観光地（2017年認定）でもある。
映画「ミッション:インポッシブル3」のロケ地の一つであり、劇中ではトム・クルーズ演じるイーサン・ハントが敵に追われて西塘の町中を疾走している。周杰倫の楽曲「天涯過客」のミュージック・ビデオの撮影もここで行われている。2013年、作詞家方文山は西塘で漢服文化ウイークを起こす、その後毎年開催されている、参加者数は10万人を超えたとされる。

## 観光名所
王宅、臥龍橋、五福橋、聖堂、護国随糧王廟、鍾介福薬店、倪宅（倪天增の祖居）を始めとして西塘中心部の建物群は浙江省の文物保護単位になっている他、付近には来鳳橋、石皮弄、煙雨長廊、酔園、西園、種福堂など数多くの観光名所が存在する。

## ギャラリー

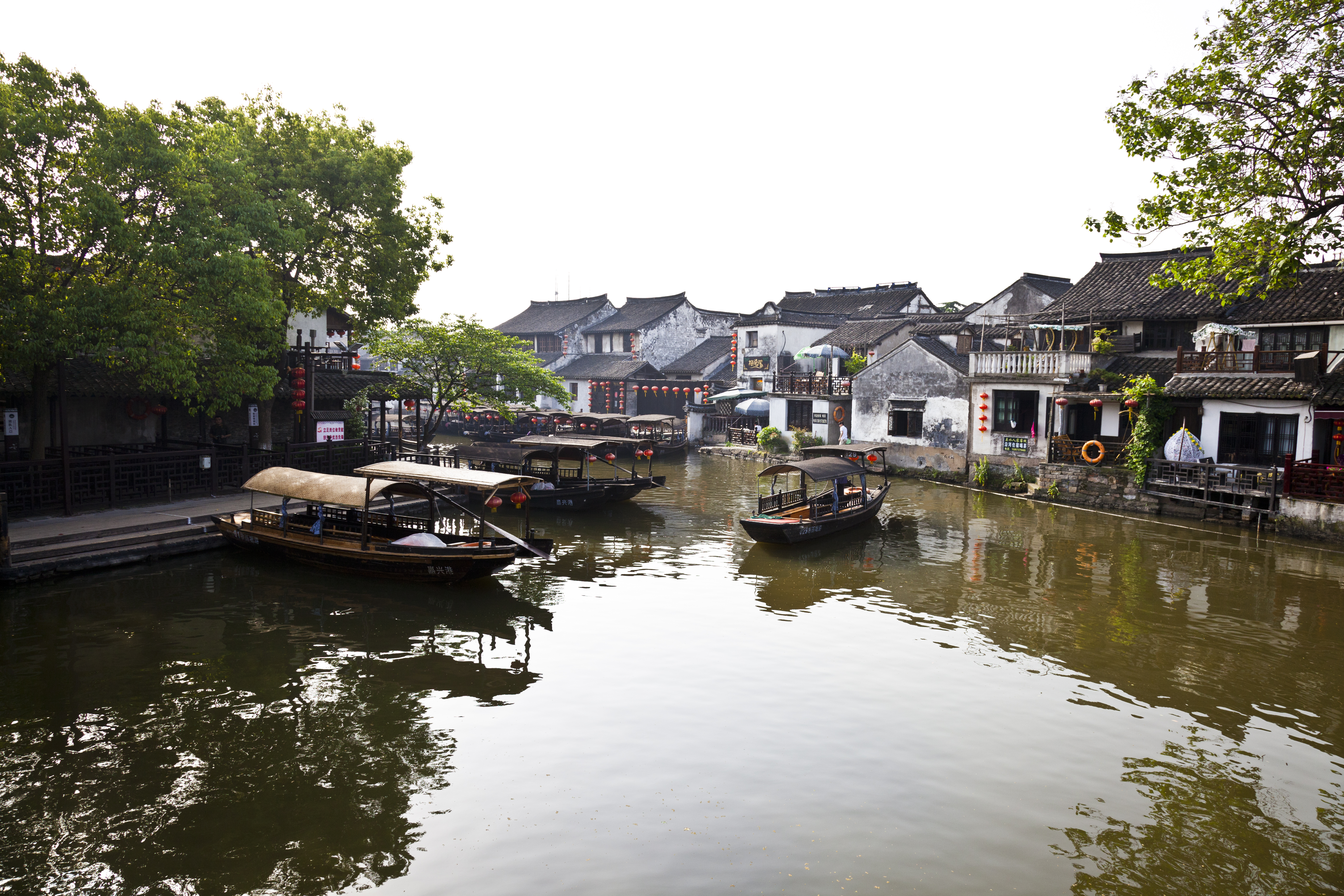
西塘
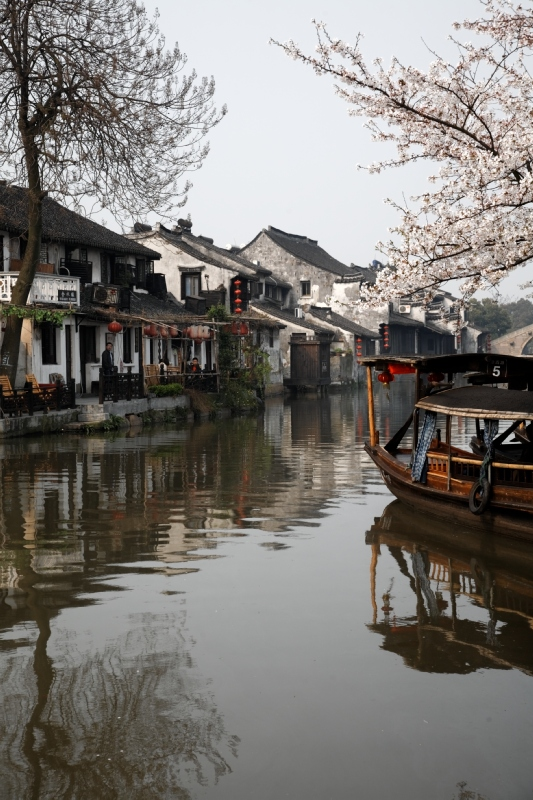
西塘
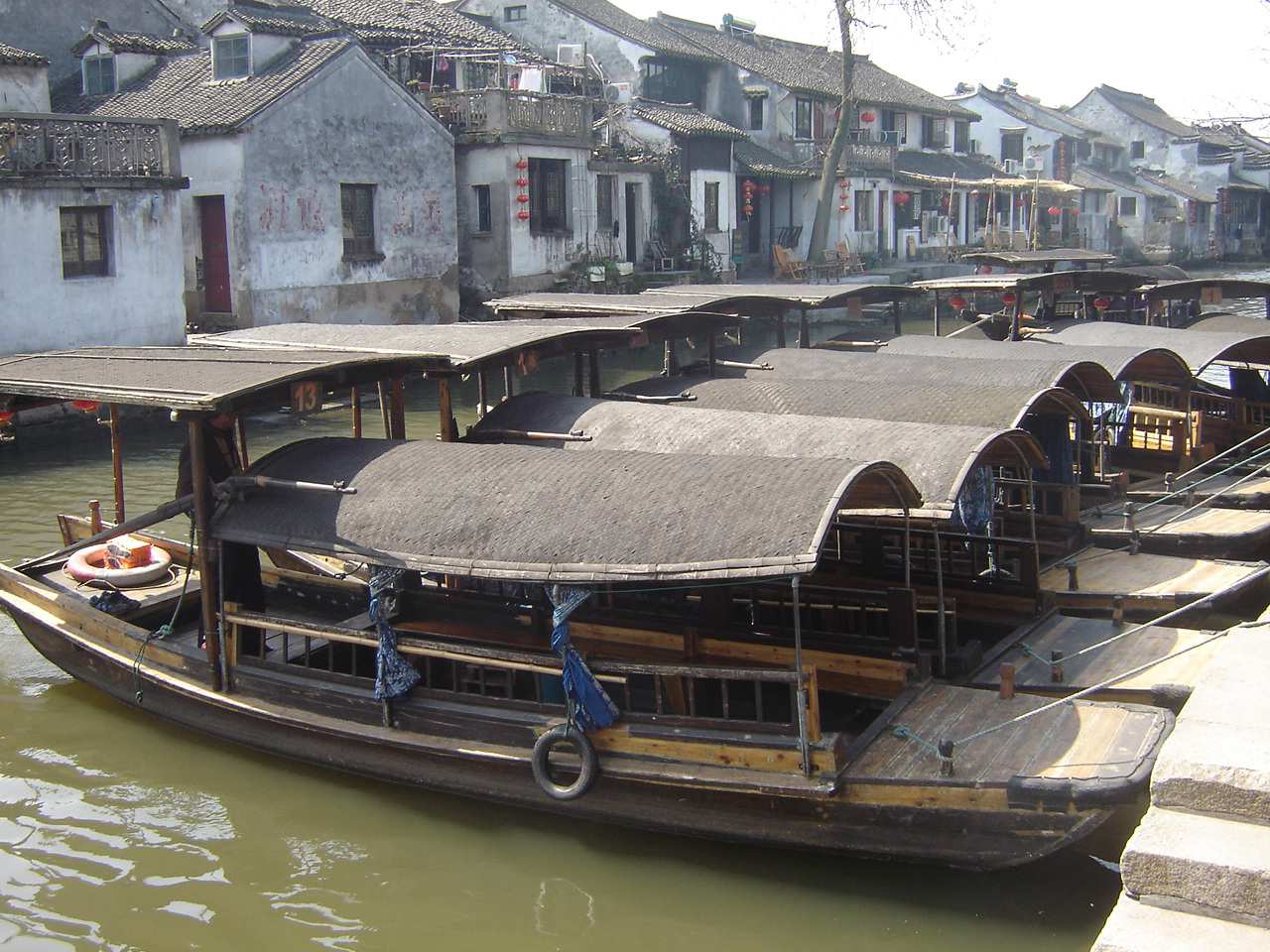
舟
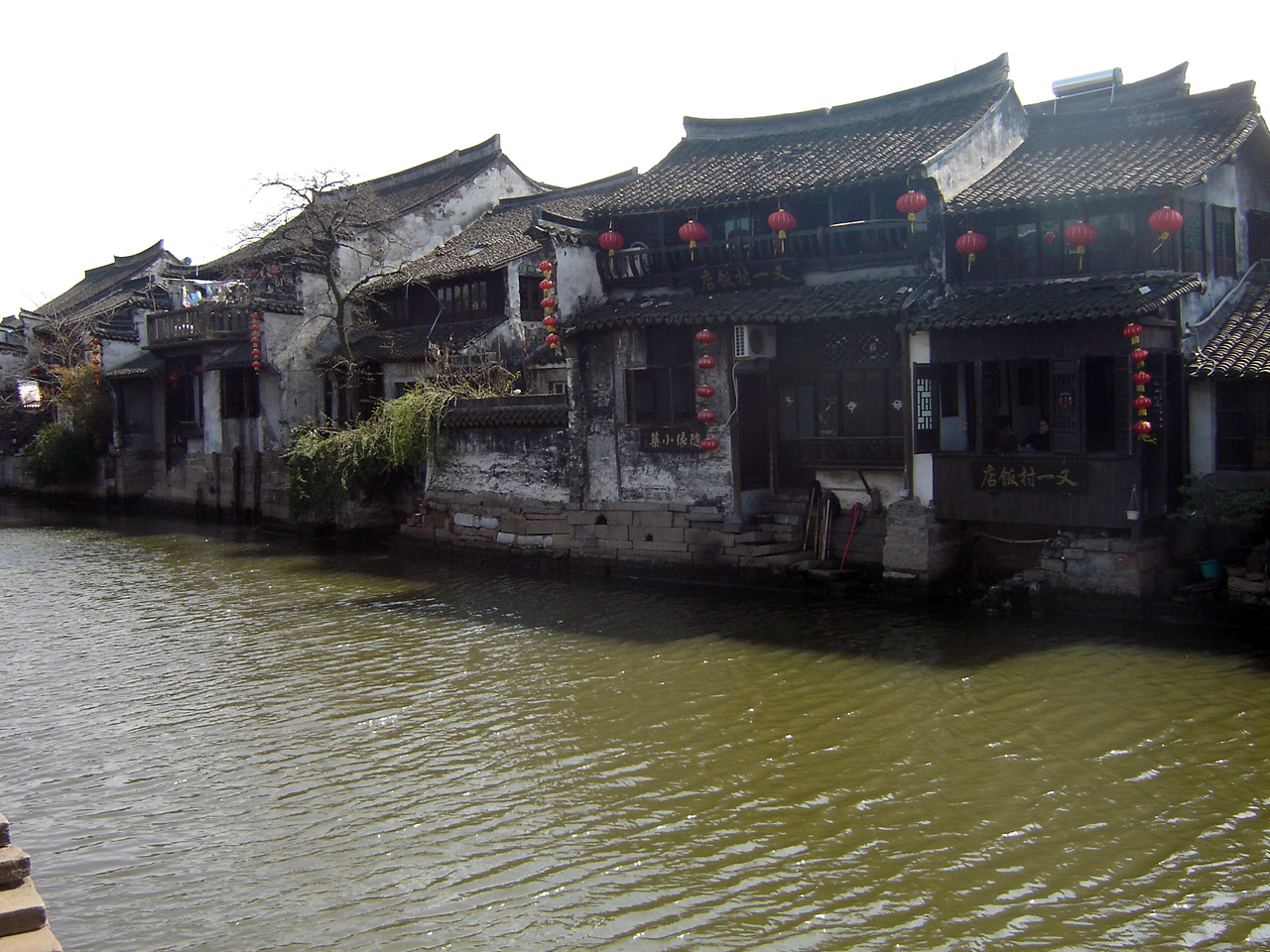
民家
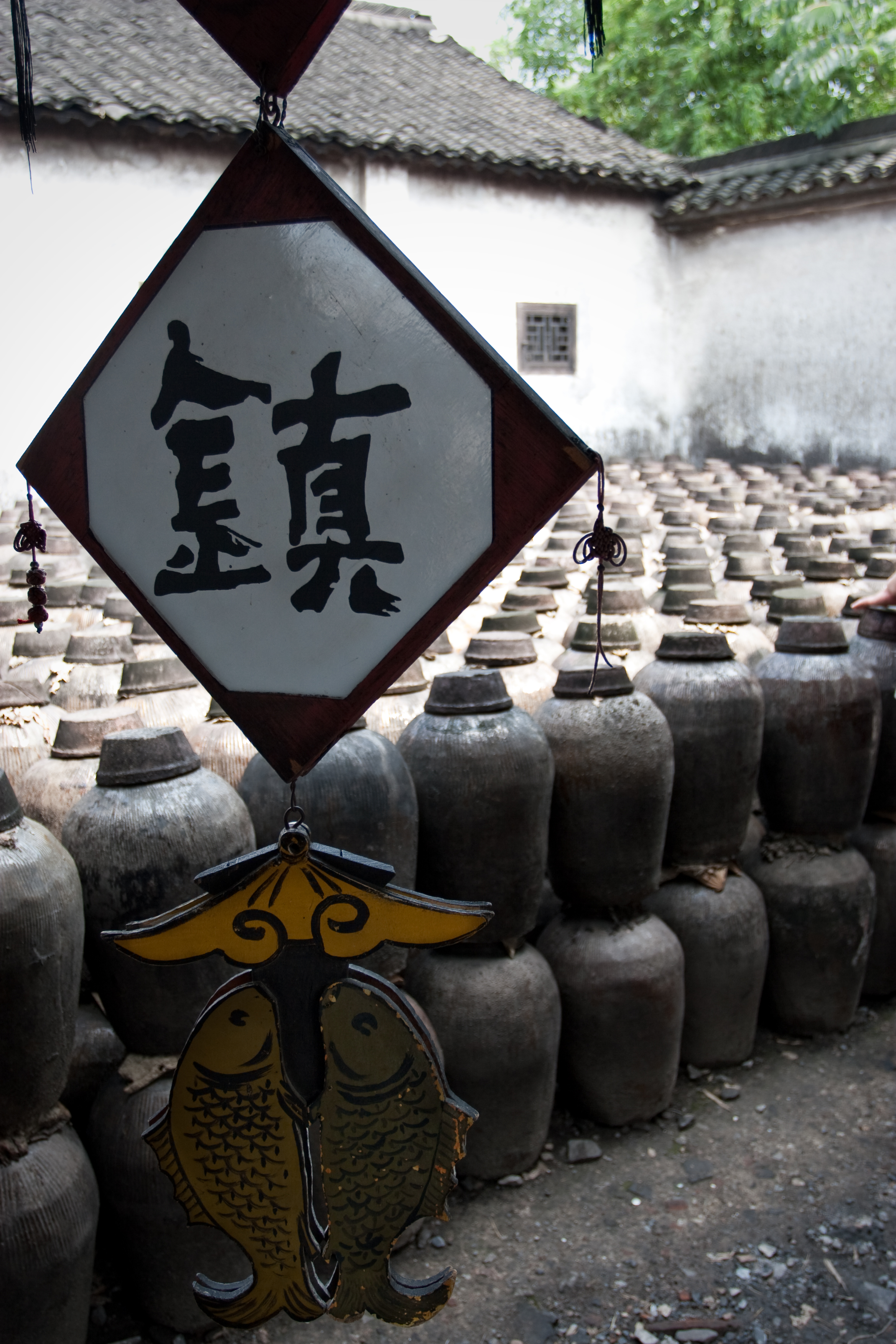
紹興酒の貯蔵庫
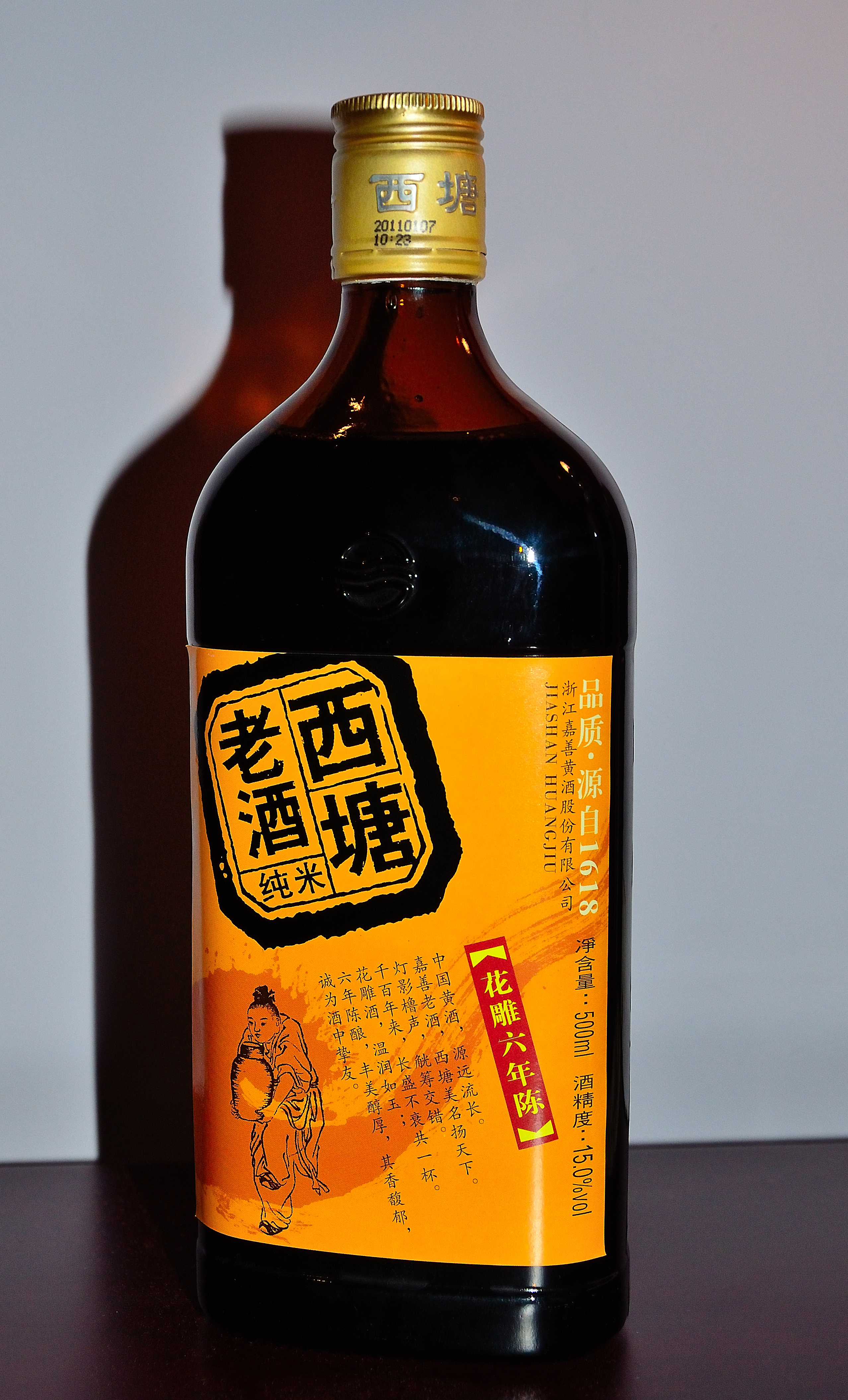
西塘老酒
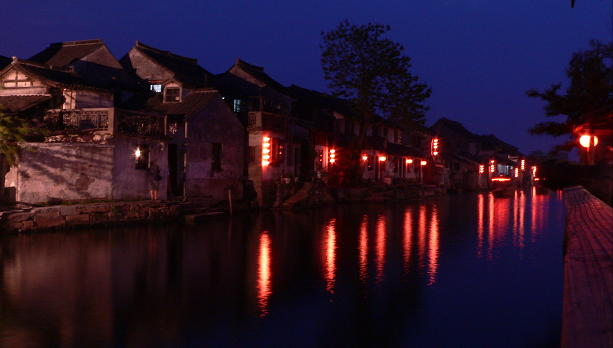
西塘の夜景